# Herrö
Herrö is een plaats in de gemeente Härjedalen in het landschap Härjedalen en de provincie Jämtlands län in Zweden. De plaats heeft 132 inwoners (2005) en een oppervlakte van 44 hectare. De plaats ligt op een schiereiland in het meer Svegssjön, waar de plaats ook direct aan grenst. De plaats Sveg ligt ongeveer twaalf kilometer ten oosten van de plaats.